# São Valentim (Río Grande del Sur)
São Valentim es un municipio brasileño situado en el estado de Rio Grande do Sul. Tiene una población estimada, en 2021, de 3220 habitantes.
Ocupa una superficie de 154.45 km².